# Oliver Wulff Frederiksen
Oliver Wulff Frederiksen (født 11. oktober 2000 i Greve Strand) er en dansk tidligere cykelrytter og nuværende pilotelev. Som rytter kørte han senest for EF Education-Nippo Development Team. Hans foretrukne disciplin var banecykling.
Wulff begyndte at cykle som 8-årig. Ved siden af cyklingen gik han på Falkonergårdens Gymnasiums Team Danmark-ordning. 
I 2019 debuterede han ved de professionelles udgave af Københavns seksdagesløb. Sammen med makker Michael Mørkøv var de det legendariske par nummer syv, og endte på andenpladsen efter det belgiske par Moreno De Pauw og Kenny De Ketele.